# Stazione di Lido di Ostia Centro
La stazione di Lido di Ostia Centro, nome solitamente abbreviato in Lido Centro, è una stazione ferroviaria della ferrovia Roma-Lido, situata all'interno del quartiere del comune di Roma. È la principale delle cinque stazioni di Ostia.

## Storia

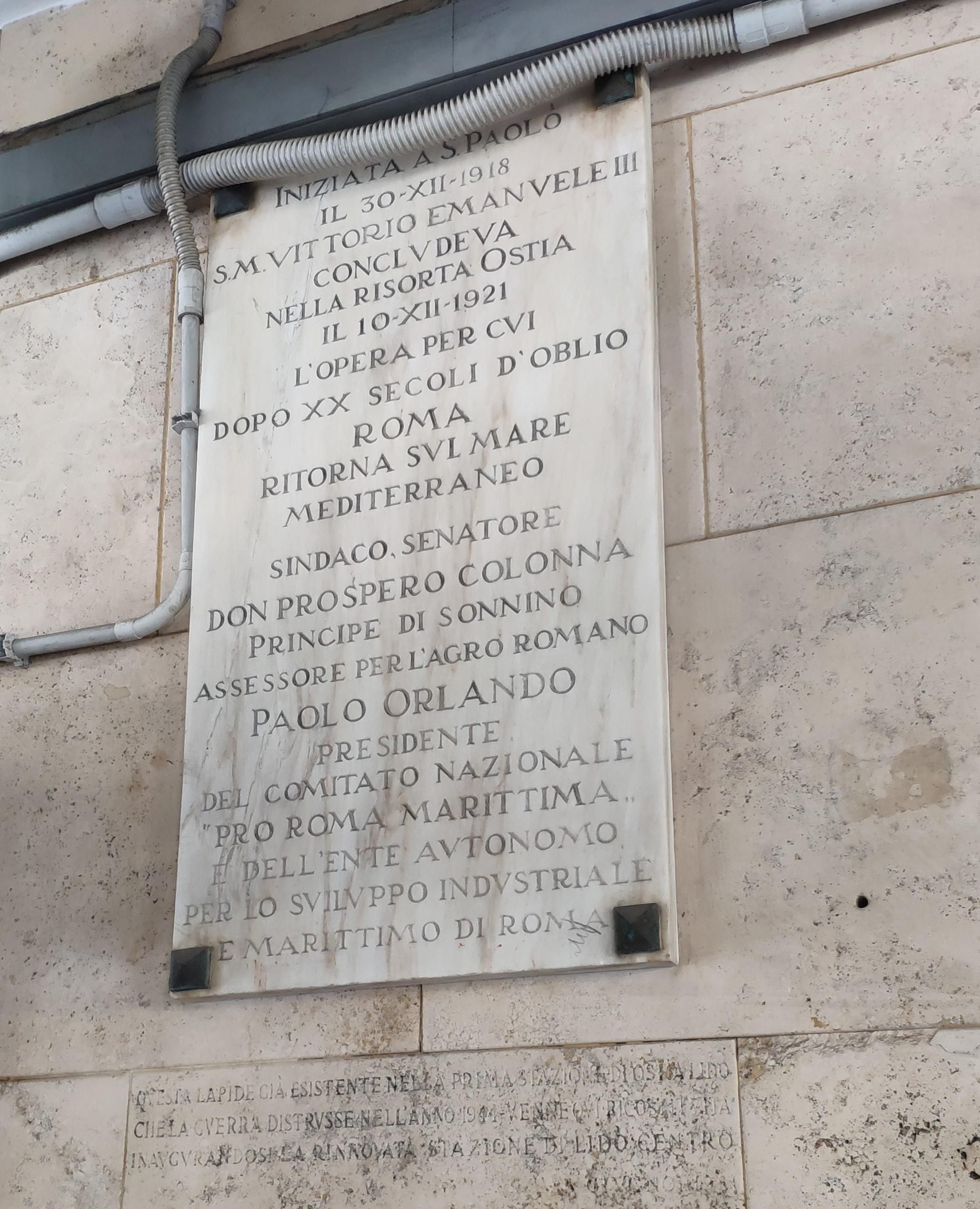
La lapide commemorativa

L'impianto fu inaugurato il 4 giugno 1951 in sostituzione della stazione provvisoria che dal 1947 sostituì la stazione di Marina di Ostia, danneggiata durante la seconda guerra mondiale e demolita nel 1949. Nell'atrio del fabbricato viaggiatori è presente una stele proveniente dalla vecchia stazione che commemora la fine dei lavori per la costruzione della ferrovia Roma-Lido.

## Descrizione

La stazione di Lido Centro

Il fabbricato viaggiatori si presenta come un parallelepipedo con annesse due strutture di forma quadrangolare adibite ad abitazioni private. L'ampio atrio della stazione ospita una biglietteria a sportello, un tabaccaio e un giornalaio mentre in una delle due strutture annesse è situato un bar-pizzeria.

## Servizi
La stazione dispone di:
- Biglietteria a sportello
- Biglietteria automatica
- Bar

## Interscambi
Come nodo principale del trasporto pubblico nel quadrante ostiense, il piazzale antistante è un importante capolinea per svariate linee urbane gestite da ATAC e Roma TPL e per le due linee interurbane gestite da Cotral, che conducono rispettivamente presso la darsena di Fiumicino e presso l'aeroporto internazionale Leonardo da Vinci.
Nella fascia notturna la stazione è servita dalla linea autobus NME, gestita da ATAC, che sostituisce il servizio ferroviario.
- Fermata autobus (linee ATAC, Cotral e Roma TPL)